# Kanabinoidní receptor 1
Kanabinoidní receptor 1 , zkráceně CB1, je druh kanabinoidního receptoru spřaženého s G proteinem v centrálním a periferním nervovém systému, který je aktivován endokanabinoidním neurotransmiterem anandamidem a 2-arachidonoylglycerol (2-AG); pocházejících od rostlinných kanabinoidů, např. THC, což je aktivní složka psychoaktivní drogy konopí; a syntetických analogů THC. CB1 a THC jsou deaktivovány fytokanabinoidem tetrahydrocannabivarinem (THCV).